# Little Dragon
Little Dragon és un grup suec de música electrònica format el 1996 a Göteborg. La formació està integrada per Yukimi Nagano (veu i percussions), Erik Bodin (bateria), Fredrik Källgren Wallin (baix) i Håkan Wirenstrand (teclats).

## Discografia
- Little Dragon (2007)
- Machine Dreams (2009)
- Ritual Union (2011)